# Bā'
Bāʾ, باء, ist der zweite Buchstabe des arabischen Alphabets. Er ist aus dem phönizischen Beth („Haus“) hervorgegangen und dadurch mit dem lateinischen B, dem griechischen Beta und dem hebräischen Beth verwandt. Ihm ist der Zahlenwert 2 zugeordnet.

## Lautwert und Umschrift
Das Bā' entspricht dem deutschen B in „Berta“. Es wird daher in der DMG-Umschrift mit „b“ wiedergegeben.

## Graphische Abwandlungen
Um den im Schriftarabischen nicht vorkommenden „p“-Laut schreiben zu können, wurde im persischen Alphabet der Buchstabe Pe aus dem Bā' (mit drei Punkten) entwickelt. Dieses Pe wird zum Teil auch in arabischen Lexika, Atlanten etc. verwendet, um die richtige Aussprache anderssprachiger Wörter sicherzustellen.

## Formen
| Form    | Isoliert | Final | Medial | Initial |
| ------- | -------- | ----- | ------ | ------- |
| Ansicht | ب‬        | ـب‬    | ـبـ‬    | بـ‬      |

## Kodierung
| Unicode Codepoint | U+0628            |
| Unicode-Name      | ARABIC LETTER BEH |
| HTML              | &#1576;           |
| ISO 8859-6        | 0xc8              |